# Calificările pentru Campionatul Mondial de Fotbal 2014 (UEFA) – Grupa C
Grupa C din Calificările pentru Campionatul Mondial de Fotbal 2014 (UEFA) a fost o grupă din zona de calificări UEFA pentru Campionatul Mondial de Fotbal 2014. Din grupă au făcut parte Germania, Suedia, Irlanda, Austria, Insulele Feroe și Kazahstan.
Câștigătoarea grupei, Germania, s-a calificat direct la Campionatul Mondial de Fotbal 2014. Cea de-a doua clasată, Suedia, s-a calificat la barajul pentru accederea la Campionatul Mondial de Fotbal 2014.

## Clasament
| Echipa            | MJ | V | E | Î | GM | GP | G   | Pct |
| ----------------- | -- | - | - | - | -- | -- | --- | --- |
| Germania          | 10 | 9 | 1 | 0 | 36 | 10 | +26 | 28  |
| Suedia            | 10 | 6 | 2 | 2 | 19 | 14 | +5  | 20  |
| Austria           | 10 | 5 | 2 | 3 | 20 | 10 | +10 | 17  |
| Republica Irlanda | 10 | 4 | 2 | 4 | 16 | 17 | −1  | 14  |
| Kazahstan         | 10 | 1 | 2 | 7 | 6  | 21 | −15 | 5   |
| Insulele Feroe    | 10 | 0 | 1 | 9 | 4  | 29 | −25 | 1   |

|                   | Austria | Insulele Feroe | Germania | Kazahstan | Republica Irlanda | Suedia |
| ----------------- | ------- | -------------- | -------- | --------- | ----------------- | ------ |
| Austria           | —       | 6–0            | 1–2      | 4–0       | 1–0               | 2–1    |
| Insulele Feroe    | 0–3     | —              | 0–3      | 1–1       | 1–4               | 1–2    |
| Germania          | 3–0     | 3–0            | —        | 4–1       | 3–0               | 4–4    |
| Kazahstan         | 0–0     | 2–1            | 0–3      | —         | 1–2               | 0–1    |
| Republica Irlanda | 2–2     | 3–0            | 1–6      | 3–1       | —                 | 1–2    |
| Suedia            | 2–1     | 2–0            | 3–5      | 2–0       | 0–0               | —      |

## Meciuri
Programul meciurilor a fost stabilit la o întâlnire în Frankfurt, Germania, pe 17–18 noiembrie 2011. Datele nu au fost ratificate de FIFA și un nou program a fost stabilit pe 5 decembrie 2011 cu noi date pentru meciurile dintre Austria și Feroe.
| Kazahstan       | 1–2    | Republica Irlanda          |
| --------------- | ------ | -------------------------- |
| Nurdauletov 37' | Report | Keane 88' (pen.) Doyle 90' |

| Germania                | 3–0    | Insulele Feroe |
| ----------------------- | ------ | -------------- |
| Götze 28' Özil 54', 72' | Report |                |

| Suedia                | 2–0    | Kazahstan |
| --------------------- | ------ | --------- |
| R. Elm 37' Berg 90+4' | Report |           |

| Austria       | 1–2    | Germania                 |
| ------------- | ------ | ------------------------ |
| Junuzović 57' | Report | Reus 44' Özil 52' (pen.) |

| Kazahstan | 0–0    | Austria |
| --------- | ------ | ------- |
|           | Report |         |

| Insulele Feroe  | 1–2    | Suedia                         |
| --------------- | ------ | ------------------------------ |
| Baldvinsson 57' | Report | Kačaniklić 65' Ibrahimović 75' |

| Republica Irlanda | 1–6    | Germania                                               |
| ----------------- | ------ | ------------------------------------------------------ |
| Keogh 90+2'       | Report | Reus 32', 40' Özil 55' (pen.) Klose 58' Kroos 61', 83' |

| Insulele Feroe | 1–4    | Republica Irlanda                                       |
| -------------- | ------ | ------------------------------------------------------- |
| A. Hansen 69'  | Report | Wilson 46' Walters 53' Justinussen 73' (o.g.) O'Dea 88' |

| Austria                               | 4–0    | Kazahstan |
| ------------------------------------- | ------ | --------- |
| Janko 24', 63' Alaba 71' Harnik 90+3' | Report |           |

| Germania                               | 4–4    | Suedia                                               |
| -------------------------------------- | ------ | ---------------------------------------------------- |
| Klose 8', 15' Mertesacker 39' Özil 55' | Report | Ibrahimović 62' Lustig 64' Elmander 76' R. Elm 90+3' |

| Kazahstan | 0–3    | Germania                  |
| --------- | ------ | ------------------------- |
|           | Report | Müller 20', 73' Götze 22' |

| Austria                                                           | 6–0    | Insulele Feroe |
| ----------------------------------------------------------------- | ------ | -------------- |
| Hosiner 8', 20' Ivanschitz 28' Junuzović 77' Alaba 78' Garics 82' | Report |                |

| Suedia | 0–0    | Republica Irlanda |
| ------ | ------ | ----------------- |
|        | Report |                   |

| Germania                             | 4–1    | Kazahstan      |
| ------------------------------------ | ------ | -------------- |
| Reus 23', 90' Götze 27' Gündoğan 31' | Report | Schmidtgal 46' |

| Republica Irlanda         | 2–2    | Austria                |
| ------------------------- | ------ | ---------------------- |
| Walters 25' (pen.), 45+1' | Report | Harnik 11' Alaba 90+3' |

| Austria                    | 2–1    | Suedia       |
| -------------------------- | ------ | ------------ |
| Alaba 26' (pen.) Janko 32' | Report | Elmander 82' |

| Republica Irlanda  | 3–0    | Insulele Feroe |
| ------------------ | ------ | -------------- |
| Keane 5', 55', 81' | Report |                |

| Suedia                      | 2–0    | Insulele Feroe |
| --------------------------- | ------ | -------------- |
| Ibrahimović 35', 82' (pen.) | Report |                |

| Kazahstan                              | 2–1    | Insulele Feroe  |
| -------------------------------------- | ------ | --------------- |
| Nurdauletov 49' (pen.) Finonchenko 63' | Report | Benjaminsen 23' |

| Germania                       | 3–0    | Austria |
| ------------------------------ | ------ | ------- |
| Klose 33' Kroos 51' Müller 88' | Report |         |

| Republica Irlanda | 1–2    | Suedia                    |
| ----------------- | ------ | ------------------------- |
| Keane 22'         | Report | Elmander 33' Svensson 57' |

| Kazahstan | 0–1    | Suedia         |
| --------- | ------ | -------------- |
|           | Report | Ibrahimović 1' |

| Austria   | 1–0    | Republica Irlanda |
| --------- | ------ | ----------------- |
| Alaba 84' | Report |                   |

| Insulele Feroe | 0–3    | Germania                                   |
| -------------- | ------ | ------------------------------------------ |
|                | Report | Mertesacker 22' Özil 74' (pen.) Müller 84' |

| Insulele Feroe | 1–1    | Kazahstan       |
| -------------- | ------ | --------------- |
| Hansson 41'    | Report | Finonchenko 55' |

| Germania                            | 3–0    | Republica Irlanda |
| ----------------------------------- | ------ | ----------------- |
| Khedira 11' Schürrle 58' Özil 90+1' | Report |                   |

| Suedia                     | 2–1    | Austria    |
| -------------------------- | ------ | ---------- |
| Olsson 56' Ibrahimović 86' | Report | Harnik 29' |

| Suedia                       | 3–5    | Germania                                  |
| ---------------------------- | ------ | ----------------------------------------- |
| Hysén 6', 69' Kačaniklić 42' | Report | Özil 45' Götze 52' Schürrle 57', 66', 76' |

| Insulele Feroe | 0–3    | Austria                                   |
| -------------- | ------ | ----------------------------------------- |
|                | Report | Ivanschitz 16' Prödl 64' Alaba 67' (pen.) |

| Republica Irlanda                             | 3–1    | Kazahstan  |
| --------------------------------------------- | ------ | ---------- |
| Keane 17' (pen.) O'Shea 26' Shomko 77' (o.g.) | Report | Shomko 13' |

## Marcatori
S-au marcat 101 goluri în 30 de meciuri, cu o medie de 3,37 goluri per meci.
8 goluri
| - Mesut Özil |

6 goluri
| - David Alaba | - Robbie Keane | - Zlatan Ibrahimović |

5 goluri
| - Marco Reus |

4 goluri
| - Mario Götze - Miroslav Klose | - Thomas Müller | - André Schürrle |

3 goluri
| - Martin Harnik - Marc Janko | - Toni Kroos - Jonathan Walters | - Johan Elmander |

2 goluri
| - Philipp Hosiner - Andreas Ivanschitz - Zlatko Junuzović | - Per Mertesacker - Andrei Finonchenko - Kairat Nurdauletov | - Rasmus Elm - Tobias Hysén - Alexander Kačaniklić |

1 gol
| - György Garics - Sebastian Prödl - Rógvi Baldvinsson - Fróði Benjaminsen - Arnbjørn Hansen - Hallur Hansson - İlkay Gündoğan | - Sami Khedira - Heinrich Schmidtgal - Dmitriy Shomko - Kevin Doyle - Andy Keogh - Darren O'Dea | - John O'Shea - Marc Wilson - Marcus Berg - Mikael Lustig - Martin Olsson - Anders Svensson |

1 autogol
| - Pól Jóhannus Justinussen (vs Irlanda) | - Dmitriy Shomko (vs Irlanda) |  |

## Disciplină
| Poz. | Jucător                  | Țara              | Cartonaș galben | Cartonaș roșu | Suspendat pentru meciul           | Motiv              |
| ---- | ------------------------ | ----------------- | --------------- | ------------- | --------------------------------- | ------------------ |
| F    | Philipp Lahm             | Germania          | 2               | 0             | vs Irlanda (12 octombrie 2012)    | Cumul de cartonașe |
| M    | Tanat Nusserbayev        | Kazahstan         | 2               | 0             | vs Austria (16 octombrie 2012)    | Cumul de cartonașe |
| A    | Sergei Ostapenko         | Kazahstan         | 2               | 0             | vs Austria (16 octombrie 2012)    | Cumul de cartonașe |
| F    | Mikhail Rozhkov          | Kazahstan         | 2               | 0             | vs Austria (16 octombrie 2012)    | Cumul de cartonașe |
| A    | Marco Reus               | Germania          | 3               | 0             | vs Kazakhstan (22 martie 2013)    | Cumul de cartonașe |
| M    | Bastian Schweinsteiger   | Germania          | 2               | 0             | vs Kazakhstan (26 martie 2013)    | Cumul de cartonașe |
| M    | Fróði Benjaminsen        | Insulele Feroe    | 4               | 0             | vs Irlanda (7 iunie 2013)         | Cumul de cartonașe |
| M    | Hallur Hansson           | Insulele Feroe    | 3               | 0             | vs Irlanda (7 iunie 2013)         | Cumul de cartonașe |
| A    | Shane Long               | Republica Irlanda | 2               | 0             | vs Feroe (7 iunie 2013)           | Cumul de cartonașe |
| A    | James McCarthy           | Republica Irlanda | 2               | 0             | vs Feroe (7 iunie 2013)           | Cumul de cartonașe |
| M    | Veli Kavlak              | Austria           | 3               | 0             | vs Sweden (7 iunie 2013)          | Cumul de cartonașe |
| GK   | Andreas Isaksson         | Suedia            | 2               | 0             | vs Feroe (11 iunie 2013)          | Cumul de cartonașe |
| A    | Johan Elmander           | Suedia            | 2               | 0             | vs Feroe (11 iunie 2013)          | Cumul de cartonașe |
| F    | Rogvi Baldvinsson        | Insulele Feroe    | 2               | 0             | vs Sweden (11 iunie 2013)         | Cumul de cartonașe |
| M    | Julian Baumgartlinger    | Austria           | 2               | 0             | vs Germany (6 septembrie 2013)    | Cumul de cartonașe |
| F    | Jónas Tór Næs            | Insulele Feroe    | 2               | 0             | vs Germany (10 septembrie 2013)   | Cumul de cartonașe |
| F    | Andreas Granqvist        | Suedia            | 0               | 1             | vs Irlanda (6 septembrie 2013)    | Eliminat           |
| M    | Albin Ekdal              | Suedia            | 2               | 0             | vs Austria (11 octombrie 2013)    | Cumul de cartonașe |
| F    | Viktor Dmitrenko         | Kazahstan         | 2               | 0             | vs Feroe (11 octombrie 2013)      | Cumul de cartonașe |
| F    | John O'Shea              | Republica Irlanda | 2               | 0             | vs Germany (11 octombrie 2013)    | Cumul de cartonașe |
| F    | Richard Dunne            | Republica Irlanda | 2               | 0             | vs Germany (11 octombrie 2013)    | Cumul de cartonașe |
| F    | Pól Jóhannus Justinussen | Insulele Feroe    | 2               | 0             | vs Kazakhstan (11 octombrie 2013) | Cumul de cartonașe |
| F    | Atli Gregersen           | Insulele Feroe    | 0               | 1             | vs Kazakhstan (11 octombrie 2013) | Eliminat           |
| M    | Sami Khedira             | Germania          | 2               | 0             | vs Sweden (15 octombrie 2013)     | Cumul de cartonașe |
| A    | Zlatan Ibrahimović       | Suedia            | 2               | 0             | vs Germany (15 octombrie 2013)    | Cumul de cartonașe |
| A    | Marc Janko               | Austria           | 2               | 0             | vs Feroe (15 octombrie 2013)      | Cumul de cartonașe |
| A    | Marko Arnautović         | Austria           | 0               | 1             | vs Feroe (15 octombrie 2013)      | Eliminat           |
| F    | Benedikt Höwedes         | Germania          | 2               | 0             | vs TBD (2014)                     | Cumul de cartonașe |

## Asistență
| Echipa            | Maximă | Minimă | Medie  |
| ----------------- | ------ | ------ | ------ |
| Austria           | 48,000 | 24,200 | 40,550 |
| Insulele Feroe    | 5,079  | 4,300  | 4,690  |
| Germania          | 72,369 | 32,769 | 54,165 |
| Kazahstan         | 30,000 | 7,000  | 15,396 |
| Republica Irlanda | 49,850 | 21,700 | 37,491 |
| Suedia            | 49,436 | 20,414 | 34,925 |